# Tranzscheliella halophila
Tranzscheliella halophila är en svampart som först beskrevs av Speg., och fick sitt nu gällande namn av Vánky 2003. Tranzscheliella halophila ingår i släktet Tranzscheliella och familjen Ustilaginaceae.   Inga underarter finns listade i Catalogue of Life.